# Ding Ling
Ding Ling en chino: 丁玲, pinyin: Dīng Líng, Wade-Giles: Ting Ling (Linli, China; 12 de octubre de 1904 - Pekín; 4 de marzo de 1986) fue una escritora china contemporánea. Sus obras más famosas son las novelas El diario de la señorita Sofía y el El Sol Brilla sobre el Río Sangkan.
Escritora comprometida con la causa comunista, Ding Ling fue miembro de la Liga de Escritores de Izquierda y, desde 1933, del Partido Comunista Chino. En muchas de sus obras aborda la problemática de la situación de la mujer en la sociedad china.

## Biografía
Su nombre real era Jiǎng Bīngzhī (chino tradicional: 蔣冰之 / chino simplificado: 蒋冰之) o Jiǎng Wěi (蔣偉 / 蒋伟), y nació en el distrito de Línlǐ (临澧 / 臨澧) en la provincia de Hunan. Fue criada por su madre después de que su padre muriera cuando ella contaba cuatro años de edad. A los 17 años, tras una discusión con su familia por su rechazo a un matrimonio concertado, se trasladó a Shanghái, donde estudió primero en la Escuela Femenina del Pueblo (平民女校 Píngmín Nǚxiào), centro docente de ideología comunista que había sido fundado por Chen Duxiu. Después, continuaría sus estudios en otro centro comunista, la llamada Universidad de Shanghái (上海大學 Shànghǎi Dàxué). Allí tuvo como profesor de ruso a Qu Qiubai, que llegaría a ser líder del Partido Comunista, y también asistió a las clases de literatura del famoso escritor Mao Dun.
En 1924, se traslada a Pekín, donde asiste a las clases sobre literatura china impartidas por Lu Xun. En Pekín conoce a los también escritores Hu Yepin y Shen Congwen, con los que comparte vivienda. En 1927, los tres jóvenes escritores se trasladan a Shanghái, donde Ding Ling intenta convertirse en actriz. Fracasa en sus intentos de ser actriz, y ese mismo año publica El Diario de la Señorita Sofía, su obra más conocida.
En 1929, Ding Ling y Hu Yepin se trasladan a Jinan, donde vivirán durante un año, mientras que Shen Congwen permanece en Shanghái. En 1930 Ding y Hu vuelven a Shanghái, donde nace el hijo común de ambos. Ese mismo año, Hu Yepin se une a la Liga de Escritores de Izquierda y al Partido Comunista Chino. En 1931, Hu Yepin es arrestado y ejecutado acusado de ser un "conspirador comunista".
Tras la ejecución de su amante, Ding Ling se compromete con los ideales comunistas, y se une a la Liga de Escritores de Izquierda y al Partido Comunista Chino. Empieza a escribir obras con un compromiso claro con la causa comunista. En mayo de 1933 es detenida por agentes del Gobierno nacionalista, y pasará tres años bajo arresto en Nankín. En 1936, logra escapar y se va al distrito de Bǎo'ān (保安, actualmente Zhidan), en la provincia de Shaanxi, donde los comunistas habían establecido su base. Allí es recibida por los propios Mao Zedong y Zhou Enlai, líderes del Partido Comunista. Ding Ling permanecerá en la parte de China controlada por los comunistas hasta la fundación de la República Popular en 1949. En esa época se casa con Chen Ming, su primer marido legal (no se había llegado a casar con Hu Yepin). Participará en el famoso foro de Yan'an sobre el papel de la literatura y el arte en la revolución. Su literatura en esta época adquiere un tono muy impregnado de su ideología comunista. Por ejemplo, en su obra Una Bala no Disparada, de 1937, un joven comunista es condenado a muerte por los nacionalistas durante la segunda guerra chino japonesa. Cuando lo van a ejecutar pide que lo maten con un cuchillo para reservar la bala para la lucha contra los japoneses. Conmovidos por el patriotismo del joven, sus captores le perdonan la vida.
Tras la fundación del estado comunista, se convertirá en una de las figuras literarias más respetadas en la República Popular. En 1951 recibe el Premio Stalin por su obra El Sol Brilla sobre el Río Shangkan, obra representativa del realismo socialista, en la que se ensalza la reforma agraria de 1945 en una zona de China controlada por los comunistas. A pesar de su fama y de su fidelidad al partido, será blanco de las críticas en los momentos de mayores turbulencias ideológicas del maoísmo. En 1957 fue calificada de "derechista", y fue expulsada del Partido Comunista y enviada a trabajar en el campo, en la provincia de Heilongjiang. Fue perseguida también durante la Revolución Cultural, momento en el que pasó cinco años encarcelada. 
Tras el final del maoísmo, con la llegada al poder de Deng Xiaoping, Ding Ling, como tantos otros escritores, será rehabilitada oficialmente, y volverá a ser una de las principales figuras literarias de China, hasta su muerte en 1986.

## Obra
Escribió numerosas novelas sobre mujeres, así como obras de contenido muy ideológico, en las que se ensalzaba al Partido Comunista Chino.
Sus obras no han sido traducidas al español, hay algunas en inglés.
Tres obras importantes suyas son:
- El diario de la señorita Sofía (莎菲女士的日記 / 莎菲女士的日记 Shāfēi nǚshì de rìjì), 1927.

- Una Bala no Disparada (一顆未出膛的槍彈 / 一颗未出膛的枪弹 Yì kē wèi chūtáng de qiāngdàn), 1937.

- El Sol Brilla sobre el Río Sangke (太陽照在桑干河上 / 太阳照在桑干河上 Tàiyáng zhào zài Sānggàn Hé shàng), 1947.